# ADO Den Haag in het seizoen 2009/10 (mannen)
ADO Den Haag speelde in het seizoen 2009/10 in de Eredivisie. ADO eindigde de competitie op de vijftiende plaats. Net als het voorgaande seizoen werd tijdens het seizoen van trainer gewisseld. Raymond Atteveld werd eind maart ontslagen. Dankzij interim-coach Maurice Steijn bleef de Haagse ploeg in de Eredivisie.

## Technische staf
|                    | Naam             | Functie                                     |
| ------------------ | ---------------- | ------------------------------------------- |
| Vlag van Nederland | Raymond Atteveld | Hoofdtrainer tot 30 maart 2010(*)           |
| Vlag van Nederland | Bob Kootwijk     | Assistent-trainer                           |
| Vlag van Nederland | Maurice Steijn   | Assistent-trainer tot 30 maart 2010(*)      |
| Vlag van Nederland | Maurice Steijn   | Hoofdtrainer ad interim vanaf 30 maart 2010 |
| Vlag van Nederland | Maurice Steijn   | Trainer Jong ADO Den Haag                   |
| Vlag van Nederland | René Stam        | Keeperstrainer                              |

(*) Op 30 maart 2010 werd trainer Raymond Atteveld wegens tegenvallende resultaten ontslagen. De rest van het seizoen werd zijn functie overgenomen door Maurice Steijn.

## Selectie 2009/10
| #  | Naam                  | Land       | Positie      | E. | Voetbal | Kreeg geel | Kreeg voor de tweede keer geel en dus rood | Weggestuurd | B. | Voetbal | Kreeg geel | Kreeg voor de tweede keer geel en dus rood | Weggestuurd | T. | Voetbal | Kreeg geel | Kreeg voor de tweede keer geel en dus rood | Weggestuurd |
| -- | --------------------- | ---------- | ------------ | -- | ------- | ---------- | ------------------------------------------ | ----------- | -- | ------- | ---------- | ------------------------------------------ | ----------- | -- | ------- | ---------- | ------------------------------------------ | ----------- |
| 1  | Robert Zwinkels       | Nederland  | Doelman      | 12 | 0       | 1          | 0                                          | 0           | 0  | 0       | 0          | 0                                          | 0           | 12 | 0       | 1          | 0                                          | 0           |
| 2  | Ahmed Ammi            | Nederland  | Verdediger   | 23 | 0       | 5          | 0                                          | 1           | 0  | 0       | 0          | 0                                          | 0           | 23 | 0       | 5          | 0                                          | 1           |
| 3  | Christian Kum         | Nederland  | Verdediger   | 25 | 1       | 8          | 0                                          | 0           | 0  | 0       | 0          | 0                                          | 0           | 25 | 1       | 8          | 0                                          | 0           |
| 4  | Timothy Derijck       | België     | Verdediger   | 32 | 2       | 7          | 0                                          | 0           | 1  | 0       | 0          | 0                                          | 0           | 33 | 2       | 7          | 0                                          | 0           |
| 5  | Mitchell Piqué        | Nederland  | Verdediger   | 0  | 0       | 0          | 0                                          | 0           | 0  | 0       | 0          | 0                                          | 0           | 0  | 0       | 0          | 0                                          | 0           |
| 6  | Aleksandar Ranković   | Servië     | Middenvelder | 1  | 0       | 0          | 0                                          | 0           | 0  | 0       | 0          | 0                                          | 0           | 1  | 0       | 0          | 0                                          | 0           |
| 7  | Karim Soltani         | Frankrijk  | Aanvaller    | 29 | 4       | 6          | 1                                          | 1           | 1  | 0       | 1          | 0                                          | 0           | 30 | 4       | 7          | 1                                          | 1           |
| 8  | Danny Buijs           | Nederland  | Middenvelder | 30 | 4       | 7          | 0                                          | 0           | 1  | 0       | 1          | 0                                          | 0           | 31 | 4       | 8          | 0                                          | 0           |
| 9  | Bogdan Milić          | Montenegro | Aanvaller    | 29 | 4       | 1          | 0                                          | 0           | 1  | 0       | 0          | 0                                          | 0           | 30 | 4       | 1          | 0                                          | 0           |
| 10 | Richard Knopper       | Nederland  | Middenvelder | 13 | 0       | 1          | 0                                          | 0           | 0  | 0       | 0          | 0                                          | 0           | 13 | 0       | 1          | 0                                          | 0           |
| 11 | Wesley Verhoek        | Nederland  | Aanvaller    | 32 | 7       | 2          | 0                                          | 0           | 1  | 0       | 0          | 0                                          | 0           | 33 | 7       | 2          | 0                                          | 0           |
| 12 | Ricky van den Bergh   | Nederland  | Middenvelder | 24 | 3       | 3          | 1                                          | 1           | 1  | 0       | 0          | 0                                          | 0           | 25 | 3       | 3          | 1                                          | 1           |
| 13 | Raily Ignacio         | Nederland  | Aanvaller    | 4  | 0       | 0          | 0                                          | 0           | 1  | 0       | 0          | 0                                          | 0           | 5  | 0       | 0          | 0                                          | 0           |
| 14 | Kees Luijckx          | Nederland  | Middenvelder | 16 | 2       | 2          | 0                                          | 0           | 0  | 0       | 0          | 0                                          | 0           | 16 | 2       | 2          | 0                                          | 0           |
| 16 | Barry Ditewig         | Nederland  | Doelman      | 20 | 0       | 2          | 0                                          | 1           | 1  | 0       | 0          | 0                                          | 0           | 21 | 0       | 2          | 0                                          | 1           |
| 17 | Yuri Cornelisse       | Nederland  | Middenvelder | 7  | 0       | 0          | 0                                          | 0           | 1  | 0       | 0          | 0                                          | 0           | 8  | 0       | 0          | 0                                          | 0           |
| 18 | Pascal Bosschaart     | Nederland  | Middenvelder | 29 | 0       | 8          | 1                                          | 0           | 1  | 0       | 0          | 0                                          | 0           | 30 | 0       | 8          | 1                                          | 0           |
| 19 | Andres Oper           | Estland    | Aanvaller    | 12 | 1       | 1          | 0                                          | 0           | 0  | 0       | 0          | 0                                          | 0           | 12 | 1       | 1          | 0                                          | 0           |
| 20 | Csaba Horváth         | Slowakije  | Verdediger   | 23 | 2       | 3          | 0                                          | 0           | 1  | 0       | 0          | 0                                          | 0           | 24 | 2       | 3          | 0                                          | 0           |
| 21 | Kai van Hese          | Nederland  | Verdediger   | 13 | 0       | 1          | 0                                          | 0           | 1  | 0       | 1          | 0                                          | 0           | 14 | 0       | 2          | 0                                          | 0           |
| 23 | Mike de Geer          | Nederland  | Middenvelder | 0  | 0       | 0          | 0                                          | 0           | 0  | 0       | 0          | 0                                          | 0           | 0  | 0       | 0          | 0                                          | 0           |
| 24 | Leroy Resodihardjo    | Nederland  | Middenvelder | 2  | 0       | 0          | 0                                          | 0           | 0  | 0       | 0          | 0                                          | 0           | 2  | 0       | 0          | 0                                          | 0           |
| 26 | Gino Coutinho         | Nederland  | Doelman      | 4  | 0       | 0          | 0                                          | 0           | 0  | 0       | 0          | 0                                          | 0           | 4  | 0       | 0          | 0                                          | 0           |
| 27 | Santy Hulst           | Nederland  | Aanvaller    | 9  | 1       | 0          | 0                                          | 0           | 0  | 0       | 0          | 0                                          | 0           | 9  | 1       | 0          | 0                                          | 0           |
| 28 | Lex Immers            | Nederland  | Middenvelder | 26 | 1       | 3          | 0                                          | 1           | 0  | 0       | 0          | 0                                          | 0           | 26 | 1       | 3          | 0                                          | 1           |
| 31 | Joël Tillema          | Nederland  | Verdediger   | 0  | 0       | 0          | 0                                          | 0           | 0  | 0       | 0          | 0                                          | 0           | 0  | 0       | 0          | 0                                          | 0           |
| 33 | Danny van der Ree     | Nederland  | Verdediger   | 0  | 0       | 0          | 0                                          | 0           | 0  | 0       | 0          | 0                                          | 0           | 0  | 0       | 0          | 0                                          | 0           |
| 35 | Roderick Gielisse     | Nederland  | Verdediger   | 0  | 0       | 0          | 0                                          | 0           | 0  | 0       | 0          | 0                                          | 0           | 0  | 0       | 0          | 0                                          | 0           |
| 36 | Charlton Vicento      | Nederland  | Aanvaller    | 14 | 1       | 2          | 0                                          | 0           | 1  | 0       | 0          | 0                                          | 0           | 15 | 1       | 2          | 0                                          | 0           |
| 37 | Jens Toornstra        | Nederland  | Middenvelder | 18 | 0       | 2          | 0                                          | 0           | 0  | 0       | 0          | 0                                          | 0           | 18 | 0       | 2          | 0                                          | 0           |
| 40 | Levi Schwiebbe        | Nederland  | Middenvelder | 6  | 0       | 1          | 0                                          | 0           | 0  | 0       | 0          | 0                                          | 0           | 6  | 0       | 1          | 0                                          | 0           |
| 41 | Lorenzo Piqué         | Nederland  | Verdediger   | 13 | 0       | 2          | 0                                          | 0           | 1  | 0       | 0          | 0                                          | 0           | 14 | 0       | 2          | 0                                          | 0           |
| 52 | Serhat Köksal         | Nederland  | Middenvelder | 0  | 0       | 0          | 0                                          | 0           | 0  | 0       | 0          | 0                                          | 0           | 0  | 0       | 0          | 0                                          | 0           |
| 45 | Christian van Wijngen | Nederland  | Doelman      | 0  | 0       | 0          | 0                                          | 0           | 0  | 0       | 0          | 0                                          | 0           | 0  | 0       | 0          | 0                                          | 0           |
| 48 | René Stam (*)         | Nederland  | Doelman      | 0  | 0       | 0          | 0                                          | 0           | 0  | 0       | 0          | 0                                          | 0           | 0  | 0       | 0          | 0                                          | 0           |

(*) Keeperstrainer René Stam zat de eerste wedstrijden bij de selectie als tweede doelman. Dit vanwege blessures en afwezigheid van verschillende keepers.

### Tussentijds vertrokken spelers
| #  | Naam         | Land      | Positie   | E. | Voetbal | Kreeg geel | Kreeg voor de tweede keer geel en dus rood | Weggestuurd | B. | Voetbal | Kreeg geel | Kreeg voor de tweede keer geel en dus rood | Weggestuurd | T. | Voetbal | Kreeg geel | Kreeg voor de tweede keer geel en dus rood | Weggestuurd |
| -- | ------------ | --------- | --------- | -- | ------- | ---------- | ------------------------------------------ | ----------- | -- | ------- | ---------- | ------------------------------------------ | ----------- | -- | ------- | ---------- | ------------------------------------------ | ----------- |
| 14 | Berry Powel  | Nederland | Aanvaller | 3  | 0       | 0          | 0                                          | 0           | 0  | 0       | 0          | 0                                          | 0           | 3  | 0       | 0          | 0                                          | 0           |
| 22 | Boy Waterman | Nederland | Doelman   | 0  | 0       | 0          | 0                                          | 0           | 0  | 0       | 0          | 0                                          | 0           | 0  | 0       | 0          | 0                                          | 0           |

## Transfers
Zomer 2009: aangetrokken:
- Ricky van den Bergh → Heracles Almelo
- Barry Ditewig → BV Veendam
- Roderick Gielisse → eigen gelederen
- Csaba Horváth → AS Trenčín (€200.000 euro, was al gehuurd)
- Raily Ignacio → RKVV Westlandia
- Serhat Köksal → eigen gelederen
- Lorenzo Piqué → Feyenoord
- Danny van der Ree → Willem II
- Levi Schwiebbe → HFC Haarlem (was verhuurd)
- Charlton Vicento → eigen gelederen
- Boy Waterman → AZ (opnieuw gehuurd)
- Christian van Wijngen → VV Strijen

Zomer 2009: vertrokken:
- Fabio Caracciolo → FC Den Bosch (verhuurd)
- Tim De Meersman → FCV Dender EH
- Mimoun El Kadi → VV Heerjansdam
- Samir El Moussaoui → Excelsior
- Robin Faber → FC Eindhoven
- Hans van de Haar → AGOVV Apeldoorn (was al verhuurd)
- Rick Hoogendorp → SVV Scheveningen
- Ekrem Kahya → HBS-Craeyenhout
- Remco Klaasse → HBS-Craeyenhout
- Berry Powel → De Graafschap (verhuurd)
- Roel Stoffels → Haaglandia
- Virgilio Teixeira → SVV Scheveningen

Winter 2009/10: aangetrokken:
- Kees Luijckx → AZ (gehuurd)
- Andres Oper → Shanghai Greenland
- Jens Toornstra → Alphense Boys

Winter 2009/10: vertrokken:
- Boy Waterman → AZ (was gehuurd)

## Statistieken ADO Den Haag in het seizoen 2009/10

### Eindstand ADO Den Haag in de Nederlandse Eredivisie 2009/10
| Stand | Gespeeld | Gewonnen | Gelijk | Verloren | Punten | Doelpunten voor | Doelpunten tegen | Gele kaarten | 2× Geel > Rood | Rode kaarten |
| ----- | -------- | -------- | ------ | -------- | ------ | --------------- | ---------------- | ------------ | -------------- | ------------ |
| 15e   | 34       | 7        | 9      | 18       | 30     | 38              | 59               | 69           | 3              | 5            |

### Stand, punten en doelpunten per speelronde 2009/10
| Speelronde              | 1                | 2                | 3                | 4                | 5                | 6                | 7                | 8                | 9                | 10               | 11               | 12               | 13               | 14               | 15               | 16               | 17               | 18               | 19               | 20               | 21               | 22               | 23               | 24               | 25               | 26               | 27               | 28               | 29               | 30             | 31             | 32             | 33             | 34             |
| ----------------------- | ---------------- | ---------------- | ---------------- | ---------------- | ---------------- | ---------------- | ---------------- | ---------------- | ---------------- | ---------------- | ---------------- | ---------------- | ---------------- | ---------------- | ---------------- | ---------------- | ---------------- | ---------------- | ---------------- | ---------------- | ---------------- | ---------------- | ---------------- | ---------------- | ---------------- | ---------------- | ---------------- | ---------------- | ---------------- | -------------- | -------------- | -------------- | -------------- | -------------- |
| Trainer                 | Raymond Atteveld | Raymond Atteveld | Raymond Atteveld | Raymond Atteveld | Raymond Atteveld | Raymond Atteveld | Raymond Atteveld | Raymond Atteveld | Raymond Atteveld | Raymond Atteveld | Raymond Atteveld | Raymond Atteveld | Raymond Atteveld | Raymond Atteveld | Raymond Atteveld | Raymond Atteveld | Raymond Atteveld | Raymond Atteveld | Raymond Atteveld | Raymond Atteveld | Raymond Atteveld | Raymond Atteveld | Raymond Atteveld | Raymond Atteveld | Raymond Atteveld | Raymond Atteveld | Raymond Atteveld | Raymond Atteveld | Raymond Atteveld | Maurice Steijn | Maurice Steijn | Maurice Steijn | Maurice Steijn | Maurice Steijn |
| Punten per speelronde   | 0                | 1                | 0                | 3                | 3                | 3                | 0                | 0                | 1                | 1                | 0                | 0                | 0                | 1                | 0                | 1                | 0                | 0                | 1                | 3                | 0                | 0                | 3                | 1                | 0                | 1                | 0                | 1                | 0                | 0              | 3              | 0              | 3              | 0              |
| Punten na speelronde    | 0                | 1                | 1                | 4                | 7                | 10               | 10               | 10               | 11               | 12               | 12               | 12               | 12               | 13               | 13               | 14               | 14               | 14               | 15               | 18               | 18               | 18               | 21               | 22               | 22               | 23               | 23               | 24               | 24               | 24             | 27             | 27             | 30             | 30             |
| Stand na speelronde     | 13e              | 13e              | 15e              | 11e              | 8e               | 6e               | 7e               | 8e               | 8e               | 9e               | 10e              | 11e              | 15e              | 15e              | 16e              | 15e              | 16e              | 17e              | 16e              | 16e              | 16e              | 16e              | 16e              | 16e              | 16e              | 16e              | 17e              | 15e              | 16e              | 16e            | 15e            | 15e            | 15e            | 15e            |
| Goals per speelronde    | 1                | 2                | 0                | 3                | 2                | 2                | 0                | 0                | 1                | 1                | 2                | 0                | 1                | 1                | 0                | 1                | 1                | 0                | 0                | 2                | 0                | 0                | 3                | 2                | 1                | 1                | 1                | 0                | 0                | 0              | 2              | 2              | 4              | 2              |
| Goals na speelronde     | 1                | 3                | 3                | 6                | 8                | 10               | 10               | 10               | 11               | 12               | 14               | 14               | 15               | 16               | 16               | 17               | 18               | 18               | 18               | 20               | 20               | 20               | 23               | 25               | 26               | 27               | 28               | 28               | 28               | 28             | 30             | 32             | 36             | 38             |
| Doelsaldo na speelronde | −1               | −1               | −2               | 0                | +2               | +3               | +2               | −1               | −1               | −1               | −2               | −5               | −9               | −9               | −11              | −11              | −14              | −17              | −17              | −16              | −18              | −20              | −17              | −17              | −18              | −18              | −20              | −20              | −23              | −24            | −22            | −23            | −19            | −21            |

### Thuis/uit-verhouding 2009/10
| Tegenstander | Ajax  | AZ    | Feyenoord | FC Groningen | SC Heerenveen | Heracles Almelo | NAC Breda | NEC Nijmegen | PSV   | RKC Waalwijk | Roda JC Kerkrade | Sparta Rotterdam | FC Twente | FC Utrecht | Vitesse | VVV-Venlo | Willem II | Punten totaal |
| ------------ | ----- | ----- | --------- | ------------ | ------------- | --------------- | --------- | ------------ | ----- | ------------ | ---------------- | ---------------- | --------- | ---------- | ------- | --------- | --------- | ------------- |
| ADO thuis    | 0 - 1 | 2 - 1 | 0 - 2     | 1 - 1        | 2 - 1         | 1 - 4           | 1 - 2     | 2 - 3        | 1 - 5 | 4 - 0        | 1 - 2            | 2 - 3            | 0 - 1     | 0 - 1      | 1 - 1   | 0 - 0     | 3 - 0     | 15            |
| ADO uit      | 3 - 0 | 3 - 0 | 2 - 2     | 2 - 0        | 3 - 0         | 4 - 2           | 3 - 0     | 1 - 1        | 2 - 0 | 0 - 2        | 1 - 1            | 0 - 0            | 3 - 1     | 0 - 2      | 1 - 3   | 2 - 2     | 1 - 1     | 15            |
| Punten       | 0     | 3     | 1         | 1            | 3             | 0               | 0         | 1            | 0     | 6            | 1                | 1                | 0         | 3          | 4       | 2         | 4         | 30            |

### Clubtopscorers 2009/10
| #   | Naam                        | Doelpunten | Doelpunten | Doelpunten | Assists    | Assists    | Assists |
| #   | Naam                        | Eredivisie | KNVB Beker | Totaal     | Eredivisie | KNVB Beker | Totaal  |
| --- | --------------------------- | ---------- | ---------- | ---------- | ---------- | ---------- | ------- |
| 1.  | Wesley Verhoek              | 7          | 0          | 7          | 5          | 0          | 5       |
| 2.  | Bogdan Milić                | 4          | 0          | 4          | 3          | 0          | 3       |
| 3.  | Danny Buijs                 | 4          | 0          | 4          | 1          | 0          | 1       |
| 4.  | Karim Soltani               | 4          | 0          | 4          | 1          | 0          | 1       |
| 5.  | Ricky van den Bergh         | 3          | 0          | 3          | 0          | 0          | 0       |
| 6.  | Timothy Derijck             | 2          | 0          | 2          | 1          | 0          | 1       |
| 7.  | Kees Luijckx                | 2          | 0          | 2          | 1          | 0          | 1       |
| 8.  | Csaba Horváth               | 2          | 0          | 2          | 0          | 0          | 0       |
| 9.  | Lex Immers                  | 1          | 0          | 1          | 3          | 0          | 3       |
| 10. | Charlton Vicento            | 1          | 0          | 1          | 1          | 0          | 1       |
| 11. | Santy Hulst                 | 1          | 0          | 1          | 0          | 0          | 0       |
| 12. | Christian Kum               | 1          | 0          | 1          | 0          | 0          | 0       |
| 13. | Andres Oper                 | 1          | 0          | 1          | 0          | 0          | 0       |
| 14. | Ahmed Ammi                  | 0          | 0          | 0          | 1          | 0          | 1       |
| 15. | Pascal Bosschaart           | 0          | 0          | 0          | 1          | 0          | 1       |
| 16. | Gino Coutinho               | 0          | 0          | 0          | 1          | 0          | 1       |
| 17. | Robert Zwinkels             | 0          | 0          | 0          | 1          | 0          | 1       |
| 18. | eigen doelpunt tegenstander | 5          | 0          | 5          | nvt.       | nvt.       | nvt.    |

## Uitslagen

### Juni/Juli
| Oefenwedstrijd | HVV Laakkwartier | 0 - 7 (0 - 6)                             | ADO Den Haag                                                                          | Selectie ADO Den Haag: (T: Raymond Atteveld) |
| za. 27 juni 2009 Aanvangstijd: 15:00 uur Plaats: Den Haag Laakkwartier-terrein Toeschouwers: ±2.800 Scheidsrechter: ? Wedstrijdverslag: Verslag ADOFans[dode link] |                  | 0 - 1 0 - 2 0 - 3 0 - 4 0 - 5 0 - 6 0 - 7 | Van den Bergh (Milić) Van den Bergh (Milić) Verhoek Milić (Verhoek) Vicento (Ignacio) | OPSTELLING EERSTE HELFT: Van Wijngen - Kum, Horváth, Bosschaart, Van Hese - Buijs, Ranković , Van den Bergh - Verhoek, Milić, Soltani OPSTELLING TWEEDE HELFT: Van Wijngen - Gielisse, Derijck, Schwiebbe, Köksal - De Geer, Resodihardjo, Cornelisse - Ignacio, Powel, Vicento WISSELS: 80' Van der Ree Köksal 80' L. Piqué Gielisse |

Afwezig: Coutinho (ziek), Ammi, Immers, Knopper, M. Piqué, Zwinkels (blessure)
| Oefenwedstrijd | ADO Den Haag | 0 - 4 (0 - 2)           | VVCS                   | Selectie ADO Den Haag: (T: Raymond Atteveld) |
| di. 30 juni 2009 Aanvangstijd: 19:30 uur Plaats: Den Haag Laakkwartier-terrein Toeschouwers: ±2.000 Scheidsrechter: Bart van den Helder Wedstrijdverslag: Verslag ADOFans[dode link] |              | 0 - 1 0 - 2 0 - 3 0 - 4 | Koen Sardar Baum Kruis | OPSTELLING EERSTE HELFT: Van Wijngen - Van der Ree, Horváth, Bosschaart, Kum - De Geer, Immers, Derijck - Van den Bergh, Milić, Vicento OPSTELLING TWEEDE HELFT: Van Wijngen - L. Piqué, Gielisse, Schwiebbe, Köksal - Buijs, Ranković , Cornelisse - Verhoek, Powel, Soltani |

Afwezig: Coutinho (ziek), Ammi, Knopper, M. Piqué, Zwinkels (blessure)

Opmerkelijk: Barry Ditewig, keeper van het 'clubloze elftal' van VVSB, kreeg een aantal weken later een contract aangeboden bij ADO door het dreigende keepersprobleem.
| Oefenwedstrijd | ADO Den Haag                            | 2 - 1 (0 - 1)     | FC Dordrecht   | Selectie ADO Den Haag: (T: Raymond Atteveld) | Selectie FC Dordrecht: (T: Gert Kruys) |
| za. 4 juli 2009 Aanvangstijd: 17:00 uur Plaats: Den Haag Laakkwartier-terrein Toeschouwers: ±2.400 Scheidsrechter: ? Wedstrijdverslag: Verslag ADOFans[dode link] | Vicento 72' Cornelisse (vrije trap) 90' | 0 - 1 1 - 1 2 - 1 | 41' J. Verhoek | OPSTELLING: Waterman - L. Piqué, Kum, Bosschaart, Van Hese - Derijck, Ranković , Immers - W. Verhoek, Powel, Soltani WISSELS: 43' Horváth Kum 56' Coutinho Waterman OPSTELLING NA 61 MIN: Coutinho - Van der Ree, Schwiebbe, Horváth, Gielisse - De Geer, Resodihardjo, Köksal - Vicento, Ignacio, Cornelisse | BASISOPSTELLING: Van der Ploeg - Van Muyen, Breinburg, Versluis, Kuipers - Delanoy, Van der Sloot, Sequeira, Coster - J. Verhoek, Kalisse VERDER INGEBRACHT: Van de Corput, Shew-Atjon, Houdoe, Westerduin, Brard, Pauletta, Plat, Zeefuik |

Afwezig: Ammi, Van den Bergh, Buijs, Knopper, Milić, M. Piqué, Zwinkels (blessure)
| Oefenwedstrijd | ADO Den Haag        | 2 - 0 (0 - 0) | Telstar | Selectie ADO Den Haag: (T: Raymond Atteveld) |
| za. 11 juli 2009 Aanvangstijd: 14:00 uur Plaats: Den Haag Laakkwartier-terrein Toeschouwers: ? Scheidsrechter: Jan Wegereef Wedstrijdverslag: Verslag ADOFans[dode link] | Powel 62' Powel 81' | 1 - 0 2 - 0   |         | OPSTELLING EERSTE HELFT: Waterman - Van der Ree, Horváth, Gielisse, Köksal - Resodihardjo, Schwiebbe, Cornelisse - Van den Bergh, Ignacio, Vicento WISSELS: 29' Derijck Horváth 39' Powel Ignacio 42' Ranković Schwiebbe 46' Van Wijngen Waterman OPSTELLING NA 61 MIN: Van Wijngen - L. Piqué, Derijck, Bosschaart, Van Hese - De Geer, Ranković , Immers - Verhoek, Powel, Soltani |

Afwezig: Coutinho (ziek), Ammi, Buijs, Knopper, Kum, Milić, M. Piqué, Zwinkels (blessure)

### Augustus
| Eredivisie 1e speelronde | ADO Den Haag           | 1 - 2 (0 - 1)     | NAC Breda                                                                      | Selectie ADO Den Haag: (T: Raymond Atteveld) | Selectie NAC Breda: (T: Robert Maaskant) |
| zo. 2 augustus 2009 Aanvangstijd: 14:30 uur Plaats: Den Haag ADO Den Haag-stadion Toeschouwers: 8.900 Scheidsrechter: Eric Braamhaar Wedstrijdverslagen: Verslag FCUpdate | Horváth (Coutinho) 75' | 0 - 1 0 - 2 1 - 2 | 13' Kwakman 31' Fehér 42' Lurling (Gilissen) 56' De Graaf 67' Amoah (Schilder) | BASISOPSTELLING: Coutinho - L. Piqué, Horváth, Ranković , Van Hese - Buijs, Van den Bergh, Derijck - Verhoek, Immers, Soltani RESERVEBANK: Stam, Ammi, Kum, Bosschaart, Resodihardjo, Cornelisse, Ignacio WISSELS: 6' Bosschaart Ranković 46' Ammi L. Piqué 84' Ignacio Verhoek | BASISOPSTELLING: Ten Rouwelaar - Fehér, Loran, Zwaanswijk, Schilder - De Graaf, Gilissen, Kwakman - Kolkka, Amoah, Lurling RESERVEBANK: Van Fessem, Hofstede, Snoyl, Gorter, Benomar, Pattinama, Reuser WISSELS: 78' Gorter De Graaf 90' Reuser Lurling |

Afwezig: Powel (schorsing), Knopper, Milić, M. Piqué, Waterman, Zwinkels (blessure)

Opmerkelijk: Aleksandar Ranković viel uit met een zware knieblessure. Hij is hiermee de derde zwaargeblesseerde speler nadat eerder Mitchell Piqué (gebroken voet) en Richard Knopper (gescheurde kruisband) wegvielen bij ADO. Na deze wedstrijd werd doelman Gino Coutinho door de politie opgepakt op verdenking van drugshandel. Hiermee werd hij de derde doelman die niet beschikbaar was voor de Haagse ploeg. Lorenzo Piqué, Ricky van den Bergh en Raily Ignacio maakten hun ADO-debuut.
| Eredivisie 2e speelronde | VVV-Venlo                                                                                           | 2 - 2 (1 - 2)           | ADO Den Haag | Selectie ADO Den Haag: (T: Raymond Atteveld) | Selectie VVV-Venlo: (T: Jan van Dijk) |
| zo. 9 augustus 2009 Aanvangstijd: 14:30 uur Plaats: Venlo De Koel Toeschouwers: 7.200 Scheidsrechter: Richard Liesveld Wedstrijdverslagen: Verslag FCUpdate | Drost 28' Calabro 29' Honda (Diogo Viana) 37' Leemans 60' Fleuren 70' Honda (Schaken) 76' Honda 88' | 0 - 1 0 - 2 1 - 2 2 - 2 | 8' Verhoek 30' Van den Bergh (penalty) 40' Soltani 43' Van den Bergh 62' Soltani 81' Kum 85' Van den Bergh 88' Derijck | BASISOPSTELLING: Ditewig - Ammi, Derijck, Horváth, Van Hese - Buijs , Van den Bergh, Immers - Verhoek, Powel, Soltani RESERVEBANK: Stam, L. Piqué, Kum, Bosschaart, Resodihardjo, Cornelisse, Milić WISSELS: 54' Kum Van Hese 67' Bosschaart Verhoek 80' Milić Powel | BASISOPSTELLING: Gentenaar - Drost, Van Kouwen, Paauwe , Fleuren - Leemans, Honda, Auassar - Diogo Viana, Calabro, Ahahaoui RESERVEBANK: Begois, De Regt, Verdellen, Van Dessel, Schaken, Dadda, Verbeek WISSELS: 69' Schaken Drost 80' Dadda Diogo Viana 90' Verdellen Auassar |

Afwezig: Coutinho (politieonderzoek), Knopper, M. Piqué, Ranković, Waterman, Zwinkels (blessure)

Opmerkelijk: Barry Ditewig maakte zijn ADO-debuut.
| Eredivisie 3e speelronde | ADO Den Haag                                          | 0 - 1 (0 - 0) | FC Twente                  | Selectie ADO Den Haag: (T: Raymond Atteveld) | Selectie FC Twente: (T: Steve McClaren) |
| za. 15 augustus 2009 Aanvangstijd: 19:45 uur Plaats: Den Haag ADO Den Haag-stadion Toeschouwers: 8.819 Scheidsrechter: Jan Wegereef Wedstrijdverslagen: FCUpdate[dode link] | Kum 5' Buijs 5' Immers 28' Derijck 53' Bosschaart 62' | 0 - 1         | 33' Stam 64' Nkufo (Perez) | BASISOPSTELLING: Ditewig - Ammi, Derijck, Horváth, Kum - Immers, Buijs , Bosschaart - Verhoek, Powel, Vicento RESERVEBANK: Van Wijngen, L. Piqué, Van Hese, Resodihardjo, Schwiebbe, Cornelisse, Milić WISSELS: 65' Milić Bosschaart 78' L. Piqué Kum 87' Cornelisse Verhoek | BASISOPSTELLING: Boschker - Stam, Wisgerhof, Douglas, Rajkovic - Brama, Perez, Janssen - Ruiz, Nkufo, Stoch RESERVEBANK: Michajlov, Kuiper, Heubach, Tioté, Vujičević, Denneboom, Akram WISSELS: 70' Denneboom Stoch 74' Tioté Perez 89' Vujicevic Ruiz |

Afwezig: Van den Bergh, Soltani (schorsing), Coutinho (politieonderzoek), Knopper, M. Piqué, Ranković, Waterman, Zwinkels (blessure)

Opmerkelijk: Charlton Vicento maakte zijn ADO-debuut.
| Eredivisie 4e speelronde | Vitesse                | 1 - 3 (0 - 2)           | ADO Den Haag                                                            | Selectie ADO Den Haag: (T: Raymond Atteveld) | Selectie Vitesse: (T: Theo Bos) |
| za. 22 augustus 2009 Aanvangstijd: 18:45 uur Plaats: Arnhem GelreDome Toeschouwers: 13.583 Scheidsrechter: Pieter Vink Wedstrijdverslagen: FCUpdate | Sprockel (Büttner) 89' | 0 - 1 0 - 2 0 - 3 1 - 3 | 18' Milić (Buijs) 42' Horváth (Immers) 45' Soltani 63' Soltani 89' Ammi | BASISOPSTELLING: Ditewig - Ammi, Derijck, Horváth, Kum - Buijs , Bosschaart - Verhoek, Immers, Soltani - Milić RESERVEBANK: Waterman, L. Piqué, Van Hese, Resodihardjo, Van den Bergh, Vicento, Powel WISSELS: 78' Van den Bergh Milić 86' Vicento Verhoek 90' Powel Soltani | BASISOPSTELLING: Velthuizen - Van der Struijk, Sprockel, Drost, Jong-A-Pin - Claudemir, Hofs, Molhoek, Stevanovič - Kolk, Nilsson RESERVEBANK: Room, Van Diermen, Büttner, Gravenbeek, Snijders, Jenner, Kaloğlu WISSELS: 46' Kaloglu Molhoek 46' Büttner Stevanovič 68' Room Velthuizen |

Afwezig: Coutinho (politieonderzoek), Cornelisse, Knopper, M. Piqué, Ranković, Zwinkels (blessure)
| Eredivisie 5e speelronde | RKC Waalwijk         | 0 - 2 (0 - 1) | ADO Den Haag                                               | Selectie ADO Den Haag: (T: Raymond Atteveld) | Selectie RKC Waalwijk: (T: Ruud Brood) |
| vr. 28 augustus 2009 Aanvangstijd: 20:45 uur Plaats: Waalwijk Mandemakers Stadion Toeschouwers: 5.500 Scheidsrechter: Tom van Sichem Wedstrijdverslagen: FCUpdate[dode link] ADOFans[dode link] | Vink 12' Luirink 42' | 0 - 1 0 - 2   | 37' Milić (Ammi) 52' Verhoek (Soltani) 59' Verhoek 64' Kum | BASISOPSTELLING: Ditewig - Ammi, Derijck, Horváth, Kum - Buijs , Bosschaart - Verhoek, Immers, Soltani - Milić RESERVEBANK: Coutinho, Van Hese, Schwiebbe, Resodihardjo, Van den Bergh, Vicento, Ignacio WISSELS: 80' Van den Bergh Verhoek 83' Vicento Milić 90' Van Hese Bosschaart | BASISOPSTELLING: Wevers - Lifondja, Luirink, Gudde, D. Mulder - H. Mulder, Berger, Metaj - De Ceulaer, Vink, Boerrigter RESERVEBANK: Van den Kieboom, Obodai, Colin, Agustien, Van Hout, Vorm, Benson WISSELS: 46' Obodai Metaj 59' Benson Lifondja 79' Agustien Berger |

Afwezig: Cornelisse, Knopper, M. Piqué, Ranković, Waterman, Zwinkels (blessure)

### September
| Eredivisie 6e speelronde | ADO Den Haag                                                             | 2 - 1 (1 - 0)     | AZ                 | Selectie ADO Den Haag: (T: Raymond Atteveld) | Selectie AZ: (T: Ronald Koeman) |
| za. 12 september 2009 Aanvangstijd: 20:45 uur Plaats: Den Haag ADO Den Haag-stadion Toeschouwers: 13.221 Scheidsrechter: Roelof Luinge Wedstrijdverslagen: FCUpdate ADOFans[dode link] | Verhoek (Milić) 4' Immers (Verhoek) 54' Derijck 57' Ammi 71' Horváth 71' | 1 - 0 2 - 0 2 - 1 | 86' Lens (Dembélé) | BASISOPSTELLING: Ditewig - Ammi, Derijck, Horváth, Kum - Van den Bergh, Buijs , Immers - Verhoek, Milić, Soltani RESERVEBANK: Coutinho, L. Piqué, Van Hese, Schwiebbe, Resodihardjo, Vicento, Ignacio WISSELS: 81' Vicento Soltani 85' Schwiebbe Van den Bergh 90+2' Ignacio Verhoek | BASISOPSTELLING: Romero - Jaliens, Moisander, Klavan, Poulsen - Schaars, Mendes da Silva, Martens - Holman, Lens, Dembélé RESERVEBANK: Didulica, Swerts, Pocognoli, Luijckx, Elm, Ari, Van der Velden WISSELS: 58' Ari Holman 77' Elm Moisander 81' Swerts Mendes da Silva |

Afwezig: Bosschaart, Cornelisse, Knopper, M. Piqué, Ranković, Waterman, Zwinkels (blessure)
| Eredivisie 7e speelronde | ADO Den Haag | 0 - 1 (0 - 0) | FC Utrecht                                       | Selectie ADO Den Haag: (T: Raymond Atteveld) | Selectie FC Utrecht: (T: Ton du Chatinier) |
| zo. 20 september 2009 Aanvangstijd: 12:30 uur Plaats: Den Haag ADO Den Haag-stadion Toeschouwers: 9.220 Scheidsrechter: Jack van Hulten Wedstrijdverslagen: FCUpdate ADOFans[dode link] | Derijck 22'  | 0 - 1         | 47' Nijholt 48' Lensky 70' Mertens (Silberbauer) | BASISOPSTELLING: Ditewig - Ammi, Derijck, Horváth, Van Hese - Buijs , Immers, Bosschaart - Verhoek, Milić, Soltani RESERVEBANK: Coutinho, L. Piqué, Schwiebbe, Resodihardjo, Van den Bergh, Cornelisse, Ignacio WISSELS: 78' Van den Bergh Van Hese 84' Cornelisse Verhoek 84' Ignacio Bosschaart | BASISOPSTELLING: Vorm - Keller, Dickoh, Wuytens, Lensky - Silberbauer, Van Dijk, Nijholt, Mertens - Van Wolfswinkel, Mulenga RESERVEBANK: Sinouh, Van der Maarel, Neșu, Van Mierlo, Loval, George, Danso WISSELS: 64' Neșu Lensky 67' Van der Maarel Keller 90' Loval Van Wolfswinkel |

Afwezig: Cornelisse, Knopper, Kum, M. Piqué, Ranković, Waterman, Zwinkels (blessure)
| KNVB Beker Tweede ronde | VVV-Venlo                                             | 3 - 0 (1 - 0)     | ADO Den Haag                    | Selectie ADO Den Haag: (T: Raymond Atteveld) | Selectie VVV-Venlo: (T: Jan van Dijk) |
| wo. 23 september 2009 Aanvangstijd: 20:00 uur Plaats: Venlo De Koel Toeschouwers: 6.500 Scheidsrechter: Kevin Blom Wedstrijdverslagen: FCUpdate ADOFans[dode link] | Honda 24' Honda 78' Calabro 86' Calabro ?' Auassar ?' | 1 - 0 2 - 0 3 - 0 | ?' Buijs ?' Soltani ?' Van Hese | BASISOPSTELLING: Ditewig - L. Piqué, Derijck, Horváth, Van Hese - Van den Bergh, Buijs , Bosschaart - Verhoek, Milić, Soltani RESERVEBANK: Coutinho, Schwiebbe, Resodihardjo, Immers, Cornelisse, Vicento, Ignacio WISSELS: 46' Ignacio Milić 75' Cornelisse Verhoek 75' Vicento Soltani | BASISOPSTELLING: Begois - Timisela, Van Kouwen, Paauwe, Fleuren - Leemans, Honda, Auassar - Schaken, Calabro, Ahahaoui WISSELS: 59' Takak Leemans 66' Van Dessel Auassar 70' Diogo Viana Ahahaoui |

Afwezig: Ammi, Knopper, Kum, M. Piqué, Ranković, Waterman, Zwinkels (blessure)
| Eredivisie 8e speelronde | Ajax                                                                                            | 3 - 0 (1 - 0)     | ADO Den Haag | Selectie ADO Den Haag: (T: Raymond Atteveld) | Selectie Ajax: (T: Martin Jol) |
| zo. 27 september 2009 Aanvangstijd: 12:30 uur Plaats: Amsterdam Amsterdam ArenA Toeschouwers: 44.190 Scheidsrechter: Paul Allaerts Wedstrijdverslagen: FCUpdate[dode link] ADOFans[dode link] | Enoh 22' De Zeeuw 25' Bakırcıoğlu 45' Pantelić (Suárez) 70' Aissati 75' De Jong (Rommedahl) 90' | 1 - 0 2 - 0 3 - 0 | 78' Vicento  | BASISOPSTELLING: Ditewig - L. Piqué, Derijck, Horváth, Van Hese - Immers, Buijs , Bosschaart - Verhoek, Milić, Soltani RESERVEBANK: Coutinho, Schwiebbe, Resodihardjo, Van den Bergh, Cornelisse, Vicento, Ignacio WISSELS: 64' Schwiebbe L. Piqué 64' Vicento Verhoek 69' Van den Bergh Bosschaart | BASISOPSTELLING: Stekelenburg - Van der Wiel, Vertonghen, Alderweireld, Emanuelson - De Zeeuw, Enoh, Aissati - Bakırcıoğlu, Cvitanich, Suárez RESERVEBANK: Vermeer, Oleguer, Anita, De Jong, Rommedahl, Sulejmani, Pantelic WISSELS: 46' Rommedahl Bakırcıoğlu 64' Pantelic Cvitanich 82' De Jong Aissati |

Afwezig: Ammi, Knopper, Kum, M. Piqué, Ranković, Waterman, Zwinkels (blessure)

### Oktober
| Eredivisie 9e speelronde | ADO Den Haag                                                  | 1 - 1 (0 - 1) | FC Groningen                                      | Selectie ADO Den Haag: (T: Raymond Atteveld) | Selectie FC Groningen: (T: Ron Jans) |
| za. 3 oktober 2009 Aanvangstijd: 18:45 uur Plaats: Den Haag ADO Den Haag-stadion Toeschouwers: 10.771 Scheidsrechter: Pol van Boekel Wedstrijdverslagen: FCUpdate[dode link] ADOFans[dode link] | Horváth 15' Sankoh (eigen doelpunt) 65' Buijs 68' Soltani 90' | 0 - 1 1 - 1   | 33' Pedersen (Lovre) 49' Sankoh 74' García García | BASISOPSTELLING: Ditewig - L. Piqué, Derijck, Horváth, Van Hese - Immers, Buijs , Bosschaart - Verhoek, Milić, Soltani RESERVEBANK: Coutinho, Schwiebbe, Resodihardjo, Van den Bergh, Cornelisse, Vicento, Ignacio WISSELS: 46' Van den Bergh Vicento 46' Vicento Van Hese 81' Schwiebbe L. Piqué | BASISOPSTELLING: Van Loo - De Roover, Svejdik, Granqvist, Stenman - Ajilore, Lovre, Holla, Enevoldsen - Van de Laak , Pedersen RESERVEBANK: Ter Wielen, Sankoh, Jansen, Zonneveld, García García, Nordstrand, Matavž WISSELS: 18' Sankoh Svejdik 70' García García Lovre 78' Matavž Pedersen |

Afwezig: Ammi, Knopper, Kum, M. Piqué, Ranković, Waterman, Zwinkels (blessure)

Opmerkelijk: Na deze wedstrijd werd Charlton Vicento opgeroepen voor Oranje onder 19.
| Eredivisie 10e speelronde | NEC Nijmegen              | 1 - 1 (0 - 1) | ADO Den Haag                 | Selectie ADO Den Haag: (T: Raymond Atteveld) | Selectie NEC Nijmegen: (T: Dwight Lodeweges) |
| zo. 18 oktober 2009 Aanvangstijd: 14:30 uur Plaats: Nijmegen De Goffert Toeschouwers: 12.500 Scheidsrechter: Dick van Egmond Wedstrijdverslagen: FCUpdate[dode link] ADOFans[dode link] | Goossens 70' El Kabir 83' | 0 - 1 1 - 1   | 31' Milić (Immers) 83' Buijs | BASISOPSTELLING: Ditewig - Ammi, Derijck, Horváth, Kum - Immers, Buijs , Van den Bergh - Vicento, Milić, Soltani RESERVEBANK: Coutinho, L. Piqué, Schwiebbe, Bosschaart, Resodihardjo, Cornelisse, Ignacio WISSELS: 83' Bosschaart Vicento 88' L. Pique Kum | BASISOPSTELLING: Babos - Burgzorg, Van Eijden, Zomer, El-Akchaoui - Kivuvu, Radomski, Davids - Fejzullahu, Vleminckx, Goossens RESERVEBANK: Baart, Pothuizen, Nuytinck, Weiser, Worm, El Kabir, Ten Voorde WISSELS: 46' Worm Fejzullahu 64' El Kabir Kivuvu |

Afwezig: Knopper, M. Piqué, Ranković, Verhoek, Waterman, Zwinkels (blessure)
| Eredivisie 11e speelronde | ADO Den Haag                                                       | 2 - 3 (2 - 2)                 | Sparta Rotterdam                                                              | Selectie ADO Den Haag: (T: Raymond Atteveld) | Selectie Sparta Rotterdam: (T: Frans Adelaar) |
| za. 24 oktober 2009 Aanvangstijd: 18:45 uur Plaats: Den Haag ADO Den Haag-stadion Toeschouwers: 14.390 Scheidsrechter: Ruud Bossen Wedstrijdverslagen: FCUpdate[dode link] ADOFans[dode link] | Buijs 6' Buijs (Vicento) 27' Van den Bergh 37' Vicento (Milić) 42' | 0 - 1 1 - 1 1 - 2 2 - 2 2 - 3 | 9' Falkenburg (Boakye) 28' Boakye 38' Falkenburg (Strootman) 90+3' Falkenburg | BASISOPSTELLING: Ditewig - Ammi, Derijck, Horváth, L. Piqué - Immers, Buijs , Van den Bergh - Vicento, Milić, Soltani RESERVEBANK: Coutinho, Schwiebbe, Bosschaart, Resodihardjo, Cornelisse, Verhoek, Ignacio WISSELS: 60' Verhoek Vicento 76' Bosschaart Immers 90' Schwiebbe L. Piqué | BASISOPSTELLING: Šeliga - Boakye, Adeleye, Viergever, Slijngard - Rutjes, Falkenburg, Strootman - Bodul, Denneboom, Duplan RESERVEBANK: Varkevisser, Bakens, Touzani, Van Bueren, Van Gessel, Duarte, John WISSELS: 68' John Bodul 90' Bakens Denneboom |

Afwezig: Knopper, Kum, M. Piqué, Ranković, Waterman, Zwinkels (blessure)
| Eredivisie 12e speelronde | SC Heerenveen                                                            | 3 - 0 (1 - 0)     | ADO Den Haag                                            | Selectie ADO Den Haag: (T: Raymond Atteveld) | Selectie SC Heerenveen: (T: Jan de Jonge) |
| za. 31 oktober 2009 Aanvangstijd: 18:45 uur Plaats: Heerenveen Abe Lenstra Stadion Toeschouwers: 25.500 Scheidsrechter: Eric Braamhaar Wedstrijdverslagen: FCUpdate[dode link] ADOFans[dode link] | Beerens 21' Breuer 53' Papadopulos (Popov) 63' Papadopulos (Assaidi) 77' | 1 - 0 2 - 0 3 - 0 | 14' Bosschaart 43' Bosschaart 58' Schwiebbe 77' Ditewig | BASISOPSTELLING: Ditewig - Ammi, Derijck, Horváth, L. Piqué - Immers, Schwiebbe, Bosschaart - Verhoek, Milić, Vicento RESERVEBANK: Coutinho, Gielisse, Resodihardjo, De Geer, Cornelisse, Soltani, Ignacio WISSELS: 60' Soltani Immers 78' Cornelisse Verhoek 87' Ignacio Milić | BASISOPSTELLING: Vandenbussche - Janmaat, Bak Nielsen, Breuer , Popov - Losada, Svec, Elm - Beerens, Papadopulos, Assaidi RESERVEBANK: Lejsal, Koning, Dingsdag, Väyrynen, Paulo Henrique, Elyounoussi, Sibon WISSELS: 51' Väyrynen Beerens 82' Sibon Papadopulos 84' Elyounoussi Assaidi |

Afwezig: Buijs (schorsing), Van den Bergh, Knopper, Kum, M. Piqué, Ranković, Waterman, Zwinkels (blessure)

### November
| Eredivisie 13e speelronde | ADO Den Haag                                                                                 | 1 - 5 (0 - 3)                       | PSV | Selectie ADO Den Haag: (T: Raymond Atteveld) | Selectie PSV: (T: Fred Rutten) |
| zo. 8 november 2009 Aanvangstijd: 14:30 uur Plaats: Den Haag ADO Den Haag-stadion Toeschouwers: 13.963 Scheidsrechter: Roelof Luinge Wedstrijdverslagen: FCUpdate ADOFans[dode link] | Kum 1' Soltani 9' Vicento 12' Van den Bergh 39' Immers 57' Derijck 57' Soltani (Verhoek) 71' | 0 - 1 0 - 2 0 - 3 0 - 4 1 - 4 1 - 5 | 6' Engelaar 10' Toivonen (Lazović) 14' Toivonen (Dzsudzsák) 16' Toivonen 42' Toivonen (Lazović) 51' Bakkal (Lazović) 73' Toivonen (Engelaar) | BASISOPSTELLING: Ditewig - Ammi, Derijck, Horváth, Kum - Immers, Schwiebbe, Soltani - Verhoek, Milić, Vicento RESERVEBANK: Zwinkels, L. Piqué, Van Hese, Van den Bergh, Cornelisse WISSELS: 33' L. Piqué Ammi 33' Van den Bergh Horváth 46' Van Hese Milić | BASISOPSTELLING: Isaksson - Manolev, Salcido, Rodríguez, Pieters - Afellay , Bakkal, Engelaar - Lazović, Toivonen, Dzsudzsák RESERVEBANK: Cássio, Marcellis, Vuković, Simons, Wuytens, Amrabat, Reis WISSELS: 61' Reis Pieters 67' Marcellis Manolev 71' Amrabat Lazović |

Afwezig: Bosschaart (schorsing), Buijs, Knopper, M. Piqué, Ranković, Waterman (blessure)

Opmerkelijk: Doelman Robert Zwinkels kwam net terug van een langdurige blessure, maar raakte een dag na deze wedstrijd bij de beloften opnieuw geblesseerd. Van den Bergh werd door de clubleiding tot de kerstdagen disciplinair geschorst nadat hij na amper zes minuten na zijn invalbeurt een rode kaart pakte. Van den Bergh was sowieso al voor drie wedstrijden geschorst. Lex Immers kreeg twee duels schorsing; een voor zijn overtreding en een voor zijn gescheld in de catacombe van het stadion richting de wedstrijdleiding. Ook werd de wedstrijd in de tweede helft een kwartier lang gestaakt na spreekkoren in de richting van scheidsrechter Roelof Luinge.
| Oefenwedstrijd | ADO Den Haag             | 1 - 0 (0 - 0) | Derby County | Selectie ADO Den Haag: (T: Maurice Steijn en Bob Kootwijk*) |
| do. 12 november 2009 Aanvangstijd: 20:00 uur Plaats: Den Haag ADO Den Haag-stadion Toeschouwers: ±700 Scheidsrechter: Danny Makkelie Wedstrijdverslag: ADOFans[dode link] | Cornelisse (Soltani) 72' | 1 - 0         |              | BASISOPSTELLING: Waterman - Ammi, Derijck, Horváth, Kum - Resodihardjo, Cornelisse , Bosschaart - Verhoek, Milić, Soltani WISSELS: 66' Toornstra Resodihardjo 70' Achterberg Verhoek |

Afwezig: Van Hese (Beloften Nederland), Vicento (Oranje onder 19), Buijs, Knopper, M. Piqué, Ranković (blessure)

Opmerkelijk: Voor deze wedstrijd kregen een aantal basisspelers rust. Trainer Raymond Atteveld nam plaats op de tribune om de wedstrijd daar samen met Aleksandar Ranković te bekijken. Op het veld namen assistenten Maurice Steijn en Bob Kootwijk de honneurs waar. Ook maakten Jens Toornstra en Giorgio Achterberg hun eerste (niet officiële) minuten in het eerste elftal van ADO.
| Eredivisie 14e speelronde | Willem II                                   | 1 - 1 (0 - 0) | ADO Den Haag                                | Selectie ADO Den Haag: (T: Raymond Atteveld) | Selectie Willem II: (T: Alfons Groenendijk) |
| zo. 22 november 2009 Aanvangstijd: 14:30 uur Plaats: Tilburg Koning Willem II Stadion Toeschouwers: 12.000 Scheidsrechter: Pol van Boekel Wedstrijdverslagen: FCUpdate[dode link] ADOFans[dode link] | Pereira 45' Demouge (Zijler) 75' Zijler 84' | 0 - 1 1 - 1   | 37' Ammi 66' Soltani (Verhoek) 90' L. Piqué | BASISOPSTELLING: Ditewig - Ammi, Derijck, Horváth, Kum - Buijs , Bosschaart, Cornelisse - Verhoek, Milić, Soltani RESERVEBANK: Coutinho, L. Piqué, Van Hese, Schwiebbe, Resodihardjo, Vicento, Ignacio WISSELS: 41' L. Piqué Milić 77' Vicento Verhoek | BASISOPSTELLING: Mäenpää - Bruma, Schenkel, Van der Heijden, Swinkels - Pereira, Kargbo, Boutahar, Grégoire - Zijler, Demouge RESERVEBANK: Kustermans, Biemans, Veloso, Livramento, Waalkens, Reniers, Sheotahul WISSELS: 46' Veloso Schenkel 71' Waalkens Pereira 72' Sheotahul Grégoire |

Afwezig: Immers, Van den Bergh (schorsing), Knopper, M. Piqué, Ranković, Waterman, Zwinkels (blessure)

Opmerkelijk: Ahmed Ammi kreeg een rode kaart wegens een kopstoot en accepteerde hiervoor een schorsing van twee wedstrijden. Daarnaast was dit al de vierde Haagse rode kaart in drie opeenvolgende wedstrijden.
| Eredivisie 15e speelronde | ADO Den Haag               | 0 - 2 (0 - 1) | Feyenoord                                                                            | Selectie ADO Den Haag: (T: Raymond Atteveld) | Selectie Feyenoord: (T: Mario Been) |
| zo. 29 november 2009 Aanvangstijd: 12:30 uur Plaats: Den Haag ADO Den Haag-stadion Toeschouwers: 13.800 Scheidsrechter: Bas Nijhuis Wedstrijdverslagen: FCUpdate[dode link] ADOFans[dode link] | Derijck 55' Bosschaart 77' | 0 - 1 0 - 2   | 23' Vlaar (Bruins) 34' Bruins 50' Schenkeveld 66' Fer 68' Biseswar 90+3' Slory (Fer) | BASISOPSTELLING: Ditewig - L. Piqué, Derijck, Horváth, Kum - Buijs , Bosschaart, Cornelisse - Verhoek, Vicento, Soltani RESERVEBANK: Coutinho, Van Hese, Schwiebbe, Resodihardjo, Hulst, Milić, Ignacio WISSELS: 77' Hulst Horváth 77' Milić Verhoek 87' Resodihardjo L. Piqué | BASISOPSTELLING: Darley - Schenkeveld, Vlaar, Bahia, Leerdam - Landzaat, Bruins, Fer - Wijnaldum, Makaay , Biseswar RESERVEBANK: Van Dijk, Ignjatovic, De Vrij, Babovic, Slory, Tomasson, Castaignos WISSELS: 73' Slory Biseswar 77' Tomasson Makaay |

Afwezig: Ammi, Immers, Van den Bergh (schorsing), Knopper, M. Piqué, Ranković, Waterman, Zwinkels (blessure)

Opmerkelijk: Santy Hulst maakte tijdens deze wedstrijd zijn officiële ADO-debuut. Een dag na dit duel maakte Aleksandar Ranković zijn rentree bij de beloften. Echter viel hij opnieuw uit met een zware blessure.

### December
| Eredivisie 16e speelronde | Roda JC Kerkrade                                         | 1 - 1 (1 - 0) | ADO Den Haag                                   | Selectie ADO Den Haag: (T: Raymond Atteveld) | Selectie Roda JC Kerkrade: (T: Harm van Veldhoven) |
| vr. 4 december 2009 Aanvangstijd: 20:45 uur Plaats: Kerkrade Parkstad Limburg Stadion Toeschouwers: 14.100 Scheidsrechter: Johan Verbist Wedstrijdverslagen: FCUpdate[dode link] ADOFans[dode link] | Sutchuin-Djoum 7' Junker (Skoubo) 35' Sutchuin-Djoum 81' | 1 - 0 1 - 1   | 57' Soltani (Milić) 86' Bosschaart 90' Soltani | BASISOPSTELLING: Ditewig - L. Piqué, Horváth, Bosschaart, Kum - Buijs , Resodihardjo, Cornelisse - Verhoek, Vicento, Soltani RESERVEBANK: Coutinho, Van Hese, Schwiebbe, Toornstra, Hulst, Achterberg, Milić WISSELS: 53' Toornstra Resodihardjo 53' Milić Cornelisse | BASISOPSTELLING: Castro - De fauw , Saeijs, Kah, De Jong - Sutchuin-Djoum, Vormer, Janssen, Bodor - Junker, Skoubo RESERVEBANK: Mardulier, Addo, Lachambre, Delorge, Linssen, Yulu-Matondo, Meulens WISSELS: 69' Yulu-Matondo Bodor 85' Delorge Skoubo |

Afwezig: Ammi, Derijck, Immers, Van den Bergh (schorsing), Knopper, M. Piqué, Ranković, Waterman, Zwinkels (blessure)

Opmerkelijk: Middenvelder Jens Toornstra maakte zijn officiële debuut in de Eredivisie.
| Eredivisie 17e speelronde | ADO Den Haag                                        | 1 - 4 (0 - 2)                 | Heracles Almelo                                                                                      | Selectie ADO Den Haag: (T: Raymond Atteveld) | Selectie Heracles Almelo: (T: Gertjan Verbeek) |
| zo. 13 december 2009 Aanvangstijd: 14:30 uur Plaats: Den Haag ADO Den Haag-stadion Toeschouwers: 11.679 Scheidsrechter: Björn Kuipers Wedstrijdverslagen: FCUpdate ADOFans[dode link] | Horváth 29' Looms (eigen doelpunt) 71' L. Piqué 82' | 0 - 1 0 - 2 1 - 2 1 - 3 1 - 4 | 7' Dost (Overtoom) 22' Dost (Everton) 54' Douglas 66' Dost 83' Vejinović (vrije trap) 90+2' Overtoom | BASISOPSTELLING: Ditewig - L. Piqué, Horváth, Derijck, Kum - Buijs , Van den Bergh, Immers - Ammi, Vicento, Verhoek RESERVEBANK: Coutinho, Van Hese, Schwiebbe, Bosschaart, Toornstra, Hulst, Milić WISSELS: 32' Bosschaart Horváth 46' Milić Ammi | BASISOPSTELLING: Pieckenhagen - Breukers, Maertens, Van der Linden, Looms - Quansah, Overtoom, Fledderus - Douglas, Dost, Everton RESERVEBANK: Telgenkamp, Ter Horst, Reekers, Schuurman, Vejinović, Hakola, Steur WISSELS: 65' Vejinovic Everton 79' Hakola Douglas |

Afwezig: Soltani (schorsing), Knopper, M. Piqué, Ranković, Waterman, Zwinkels (blessure)
| Eredivisie 18e speelronde | AZ                                                             | 3 - 0 (2 - 0)     | ADO Den Haag              | Selectie ADO Den Haag: (T: Raymond Atteveld) | Selectie AZ: (T: Dick Advocaat) |
| za. 19 december 2009 Aanvangstijd: 18:45 uur Plaats: Alkmaar AFAS Stadion Toeschouwers: 16.720 Scheidsrechter: Reinold Wiedemeijer Wedstrijdverslagen: FCUpdate[dode link] ADOFans[dode link] | Elm (Ari) 10' Lens 24' Pocognoli (Lens) 30' Martens (Lens) 88' | 1 - 0 2 - 0 3 - 0 | 28' Immers 37' Bosschaart | BASISOPSTELLING: Ditewig - L. Piqué, Derijck, Bosschaart, Kum - Van den Bergh, Buijs , Immers - Verhoek, Milić, Soltani RESERVEBANK: Coutinho, Horváth, Van Hese, Resodihardjo, Toornstra, Cornelisse, Hulst WISSELS: 28' Van Hese Kum 70' Toornstra L. Piqué 82' Hulst Immers | BASISOPSTELLING: Romero - Jaliens, Moisander, Moreno, Pocognoli - Schaars , Elm, Mendes da Silva - Lens, Pellè, Ari RESERVEBANK: Didulica, Swerts, Poulsen, Luijckx, Martens, Van der Velden, Jonathas WISSELS: 34' Luijckx Mendes da Silva 77' Martens Schaars 84' Poulsen Pocognoli |

Afwezig: Ammi, Knopper, M. Piqué, Ranković, Waterman, Zwinkels (blessure)

Opmerkelijk: Jens Toornstra maakte zijn ADO-debuut. Scheidsrechter Reinold Wiedemeijer begon de tweede helft zonder dat Lex Immers op het veld stond. Dit leidde tot kritiek van trainer Raymond Atteveld die even later de tribune op werd gestuurd. In de hierop volgende winterstop oefende ADO tegen Stade Tunisien (0-1) en Wuppertaler SV (2-0, na doelpunten van Danny Buijs en Andres Oper).

### Januari
| Eredivisie 19e speelronde | Sparta Rotterdam             | 0 - 0 (0 - 0) | ADO Den Haag                      | Selectie ADO Den Haag: (T: Raymond Atteveld) | Selectie Sparta Rotterdam: (T: Frans Adelaar) |
| zo. 24 januari 2010 Aanvangstijd: 14:30 uur Plaats: Rotterdam Het Kasteel Toeschouwers: 10.122 Scheidsrechter: Bas Nijhuis Wedstrijdverslagen: FCUpdate ADOFans[dode link] | Slijngard 58' Van Bueren 76' |               | 2' Bosschaart 34' Verhoek 55' Kum | BASISOPSTELLING: Zwinkels - Ammi, Derijck, Bosschaart, Kum - Buijs , Luijckx, Toornstra - Verhoek, Milić, Soltani RESERVEBANK: Ditewig, Van Hese, Schwiebbe, Immers, Van den Bergh, Knopper, Hulst WISSELS: 77' Knopper Verhoek 85' Immers Luijckx 88' Hulst Milić | BASISOPSTELLING: Šeliga - Van Bueren, Adeleye, Knol, Slijngard - Falkenburg, Viergever, Van Gessel - Duplan, Poepon, John RESERVEBANK: Varkevisser, Touzani, Rutjes, Strootman, Duarte, Bodul, Dissels WISSELS: 12' Strootman Van Gessel 75' Bodul Poepon 84' Dissels Duplan |

Afwezig: Oper (niet wedstrijdfit), Horváth, M. Piqué, Ranković (blessure)

Opmerkelijk: AZ-huurling Kees Luijckx maakte zijn ADO-debuut. Daarnaast speelden Richard Knopper en Robert Zwinkels na lang blessureleed weer een Eredivisie-wedstrijd.
| Eredivisie 20e speelronde | ADO Den Haag                                                     | 2 - 1 (0 - 1)     | SC Heerenveen                                                                      | Selectie ADO Den Haag: (T: Raymond Atteveld) | Selectie SC Heerenveen: (T: Jan de Jonge) |
| za. 30 januari 2010 Aanvangstijd: 20:45 uur Plaats: Den Haag ADO Den Haag-stadion Toeschouwers: 11.795 Scheidsrechter: Kevin Blom Wedstrijdverslagen: FCUpdate[dode link] ADOFans[dode link] | Van Hese 51' Verhoek (Derijck) 78' Milić (Verhoek) 80' Milić 90' | 0 - 1 1 - 1 2 - 1 | 30' Sibon (Assaidi) 33' Janmaat 45' Janmaat 59' Breuer 80' Popov 90' Vandenbussche | BASISOPSTELLING: Zwinkels - Ammi, Derijck, Horváth, Van Hese - Buijs , Luijckx, Toornstra - Knopper, Hulst, Soltani RESERVEBANK: Ditewig, L. Piqué, Schwiebbe, Immers, Van den Bergh, Verhoek, Milić WISSELS: 46' Verhoek Horváth 61' Van den Bergh Knopper 76' Milić Hulst | BASISOPSTELLING: Vandenbussche - Janmaat, Bak Nielsen, Breuer , Popov - Grindheim, Losada, Elm - Beerens, Sibon, Assaidi RESERVEBANK: Lejsal, Koning, Dingsdag, Svec, Väyrynen, Paulo Henrique, Elyounoussi WISSELS: 46' Koning Sibon 63' Paulo Henrique Assaidi |

Afwezig: Bosschaart (schorsing), Oper (niet wedstrijdfit), Kum, M. Piqué, Ranković (blessure)

Opmerkelijk: ADO won voor het eerst sinds 12 september 2009 (!) weer eens een competitiewedstrijd.

### Februari
| Eredivisie 21e speelronde | FC Groningen                                               | 2 - 0 (1 - 0) | ADO Den Haag                                 | Selectie ADO Den Haag: (T: Raymond Atteveld) | Selectie FC Groningen: (T: Ron Jans) |
| wo. 3 februari 2010 Aanvangstijd: 20:00 uur Plaats: Groningen Euroborg Toeschouwers: 21.289 Scheidsrechter: Tom van Sichem Wedstrijdverslagen: FCUpdate[dode link] ADOFans[dode link] | Granqvist (penalty) 16' Stenman 34' Holla (Enevoldsen) 58' | 1 - 0 2 - 0   | 15' Derijck 28' Bosschaart 54' Buijs 82' Kum | BASISOPSTELLING: Zwinkels - Buijs , Derijck, Bosschaart, Kum - Van den Bergh, Luijckx, Toornstra - Verhoek, Milić, Soltani RESERVEBANK: Ditewig, L. Piqué, Horváth, Van Hese, Immers, Knopper, Hulst WISSELS: 83' Immers Bosschaart 83' Knopper Verhoek | BASISOPSTELLING: Luciano - Blind, Hiariej, Granqvist , Stenman - Lovre, Bacuna, Holla, Enevoldsen - Matavž, Ajilore RESERVEBANK: Van Loo, Kunst, Zonneveld, Nordstrand, Koç WISSELS: 58' Zonneveld Ajilore 78' Nordstrand Lovre |

Afwezig: Oper (niet wedstrijdfit), Ammi, M. Piqué, Ranković (blessure)

Opmerkelijk: Door het slechte veld in Groningen werd de wedstrijd één dag verplaatst.
| Eredivisie 22e speelronde | PSV                                    | 2 - 0 (1 - 0) | ADO Den Haag      | Selectie ADO Den Haag: (T: Raymond Atteveld) | Selectie PSV: (T: Ron Jans) |
| za. 6 februari 2010 Aanvangstijd: 18:45 uur Plaats: Eindhoven Philips Stadion Toeschouwers: 32.900 Scheidsrechter: Johan Verbist Wedstrijdverslagen: FCUpdate[dode link] ADOFans[dode link] | Rodríguez (Dzsudzsák) 16' Toivonen 61' | 1 - 0 2 - 0   | 45' Van den Bergh | BASISOPSTELLING: Zwinkels - Buijs , Derijck, Horváth, Kum - Van den Bergh, Luijckx, Toornstra - Verhoek, Milić, Soltani RESERVEBANK: Ditewig, L. Piqué, Van Hese, Bosschaart, Immers, Knopper, Hulst WISSELS: 59' Knopper Verhoek 76' Immers Van den Bergh 80' Hulst Soltani | BASISOPSTELLING: Isaksson - Ooijer, Rodríguez, Salcido, Pieters - Afellay , Bakkal, Engelaar - Lazović, Toivonen, Dzsudzsák RESERVEBANK: Cássio, Marcellis, Vuković, Simons, Ojo, Amrabat, Koevermans WISSELS: 67' Koevermans Engelaar 75' Vuković Pieters 88' Ojo Afellay |

Afwezig: Oper (niet wedstrijdfit), Ammi, M. Piqué, Ranković (blessure)
| Eredivisie 23e speelronde | ADO Den Haag                                                                      | 3 - 0 (1 - 0)     | Willem II             | Selectie ADO Den Haag: (T: Raymond Atteveld) | Selectie Willem II: (T: Alfons Groenendijk) |
| za. 13 februari 2010 Aanvangstijd: 19:45 uur Plaats: Den Haag ADO Den Haag-stadion Toeschouwers: 10.009 Scheidsrechter: Roelof Luinge Wedstrijdverslagen: FCUpdate[dode link] ADOFans[dode link] | Van den Bergh (vrije trap) 15' Van den Bergh 56' Zwinkels 66' Hulst (Luijckx) 69' | 1 - 0 2 - 0 3 - 0 | 66' Demouge 80' Bruma | BASISOPSTELLING: Zwinkels - Buijs , Derijck, Bosschaart, Kum - Van den Bergh, Luijckx, Toornstra - Hulst, Milić, Soltani RESERVEBANK: Ditewig, Ammi, Horváth, Van Hese, Resodihardjo, Knopper, Oper WISSELS: 70' Knopper Van den Bergh 70' Oper Milić 88' Ammi Soltani | BASISOPSTELLING: Aerts - Bruma, Schenkel, Biemans, Van Loon - Donald, Van der Heijden - Sheotahul, Boutahar, Nijland - Demouge RESERVEBANK: Mäenpää, Janse, Van Dinter, Pereira, Waalkens, Deul, Reniers WISSELS: 59' Pereira Schenkel 59' Reniers Van der Heijden |

Afwezig: Immers, M. Piqué, Ranković, Verhoek (blessure)

Opmerkelijk: De Estse spits Andres Oper maakte zijn ADO-debuut.
| Eredivisie 24e speelronde | Feyenoord                          | 2 - 2 (1 - 1)           | ADO Den Haag                                                                          | Selectie ADO Den Haag: (T: Raymond Atteveld) | Selectie Feyenoord: (T: Mario Been) |
| zo. 21 februari 2010 Aanvangstijd: 12:30 uur Plaats: Rotterdam De Kuip Toeschouwers: 42.000 Scheidsrechter: Ruud Bossen Wedstrijdverslagen: FCUpdate[dode link] ADOFans[dode link] | Wijnaldum 23' Fer 27' Tomasson 76' | 0 - 1 1 - 1 2 - 1 2 - 2 | 10' Van Bronckhorst (eigen doelpunt) 46' Luijckx 86' Toornstra 90+3' Buijs (Zwinkels) | BASISOPSTELLING: Zwinkels - Buijs , Derijck, Bosschaart, Kum - Van den Bergh, Luijckx, Toornstra - Hulst, Milić, Soltani RESERVEBANK: Ditewig, Ammi, Horváth, Van Hese, Knopper, Verhoek, Oper WISSELS: 56' Verhoek Van den Bergh 63' Knopper Hulst 75' Oper Milić | BASISOPSTELLING: Van Dijk - De Vrij, Vlaar, Bahia, Van Bronckhorst - El Ahmadi, De Guzman, Fer - Wijnaldum, Tomasson, Cissé RESERVEBANK: Mulder, De Cler, Landzaat, Bruins, Babović, Makaay, Castaignos WISSELS: 46' Makaay De Guzman 66' Bruins Cissé |

Afwezig: Immers, M. Piqué, Ranković, Verhoek (blessure)
| Eredivisie 25e speelronde | ADO Den Haag         | 1 - 2 (1 - 1)     | Roda JC Kerkrade                              | Selectie ADO Den Haag: (T: Raymond Atteveld) | Selectie Roda JC Kerkrade: (T: Harm van Veldhoven) |
| vr. 26 februari 2010 Aanvangstijd: 20:45 uur Plaats: Den Haag ADO Den Haag-stadion Toeschouwers: 11.898 Scheidsrechter: Danny Makkelie Wedstrijdverslagen: FCUpdate[dode link] ADOFans[dode link] | Luijckx 41' Oper 74' | 0 - 1 1 - 1 1 - 2 | 25' Junker (Yulu-Matondo) 88' Hadouir (Bodor) | BASISOPSTELLING: Zwinkels - Derijck, Bosschaart, Kum - Buijs , Van den Bergh, Luijckx, Toornstra - Hulst, Milić, Soltani RESERVEBANK: Ditewig, Ammi, Horváth, Immers, Knopper, Verhoek, Oper WISSELS: 39' Verhoek Hulst 59' Oper Milić 69' Knopper Van den Bergh | BASISOPSTELLING: Tytoń - De fauw , Saeijs, Kruiswijk, De Jong - Janssen, Hadouir, Vormer, Bodor - Yulu-Matondo, Junker RESERVEBANK: Castro, Addo, Kah, Lachambre, Sutchuin-Djoum, Vandamme, Meulens WISSELS: 84' Sutchuin-Djoum Junker 90' Kah Saeijs |

Afwezig: M. Piqué, Ranković (blessure)

### Maart
| Eredivisie 26e speelronde | ADO Den Haag                     | 1 - 1 (0 - 0) | Vitesse                     | Selectie ADO Den Haag: (T: Raymond Atteveld) | Selectie Vitesse: (T: Theo Bos) |
| za. 6 maart 2010 Aanvangstijd: 19:45 uur Plaats: Den Haag ADO Den Haag-stadion Toeschouwers: 10.132 Scheidsrechter: Bas Nijhuis Wedstrijdverslagen: FCUpdate[dode link] ADOFans[dode link] | Derijck 20' Kum (Bosschaart) 65' | 0 - 1 1 - 1   | 48' Hofs 57' Nilsson (Kolk) | BASISOPSTELLING: Zwinkels - Ammi, Derijck, Bosschaart, Kum - Buijs , Luijckx, Toornstra - Verhoek, Oper, Soltani RESERVEBANK: Ditewig, Horváth, Van Hese, Immers, Knopper, Hulst, Milić WISSELS: 73' Milić Oper 89' Knopper Soltani | BASISOPSTELLING: Velthuizen - Verhaegh, Sprockel, Drost, Jong-A-Pin - Claudemir, Greene - Kolk, Hofs, Nilsson - Pluim RESERVEBANK: Room, Van Diermen, Büttner, Felixdaal, Pröpper, Gravenbeek WISSELS: 73' Gravenbeek Kolk 79' Pröpper Hofs 90' Van Diermen Nilsson |

Afwezig: Van den Bergh, M. Piqué, Ranković (blessure)
| Eredivisie 27e speelronde | FC Twente                                                              | 3 - 1 (1 - 1)           | ADO Den Haag         | Selectie ADO Den Haag: (T: Raymond Atteveld) | Selectie FC Twente: (T: Steve McClaren) |
| vr. 12 maart 2010 Aanvangstijd: 20:45 uur Plaats: Enschede Grolsch Veste Toeschouwers: 23.500 Scheidsrechter: Jack van Hulten Wedstrijdverslagen: FCUpdate ADOFans[dode link] | Ruiz (penalty) 33' Ruiz (De Jong) 56' Boschker 65' Perez 69' Tioté 83' | 0 - 1 1 - 1 2 - 1 3 - 1 | 1' Verhoek 32' Buijs | BASISOPSTELLING: Zwinkels - Ammi, Horváth, Bosschaart, Van Hese - Buijs , Luijckx, Toornstra - Knopper, Oper, Verhoek RESERVEBANK: Ditewig, L. Piqué, Resodihardjo, Immers, Hulst, Soltani, Milić WISSELS: 46' Ditewig Zwinkels 73' Milić Verhoek 86' Immers Toornstra | BASISOPSTELLING: Boschker - Stam, Wisgerhof, Douglas, Tiendalli - Brama, Perez, Janssen - Ruiz, De Jong, Stoch RESERVEBANK: Michajlov, Parker, Rajković, Kuiper, Tioté, Vujičević, Nkufo WISSELS: 72' Tioté Perez 77' Nkufo Stoch 88' Vujicevic Brama |

Afwezig: Derijck (geschorst), Van den Bergh, Kum, M. Piqué, Ranković (blessure)

Opmerkelijk: Wesley Verhoek scoorde al na elf seconden een doelpunt(!) en maakte hiermee de snelste goal van dit Eredivisie-seizoen.
| Eredivisie 28e speelronde | ADO Den Haag           | 0 - 0 (0 - 0) | VVV-Venlo               | Selectie ADO Den Haag: (T: Raymond Atteveld) | Selectie VVV-Venlo: (T: Jan van Dijk) |
| zo. 21 maart 2010 Aanvangstijd: 14:30 uur Plaats: Den Haag ADO Den Haag-stadion Toeschouwers: 12.584 Scheidsrechter: Eric Braamhaar Wedstrijdverslagen: FCUpdate[dode link] ADOFans[dode link] | Kum 56' Bosschaart 83' |               | 19' De Regt 55' Leemans | BASISOPSTELLING: Zwinkels - Ammi, Derijck, Bosschaart , Kum - Van den Bergh, Luijckx, Toornstra - Knopper, Oper, Verhoek RESERVEBANK: Ditewig, Horváth, Van Hese, Immers, Hulst, Soltani, Milić WISSELS: 67' Immers Luijckx 69' Milić Oper 89' Horváth Van den Bergh | BASISOPSTELLING: Begois - Timisela, De Regt, Paauwe , Nkume - Leemans, García-García, Auassar - Schaken, Calabro, Ahahaoui RESERVEBANK: Böhm, Verdellen, Fleuren, Van Dessel, Takak, Dadda, Boymans WISSELS: 67' Boymans Calabro 76' Dadda Ahahaoui |

Afwezig: Buijs (schorsing), M. Piqué, Ranković (blessure)
| Eredivisie 29e speelronde | NAC Breda                                                      | 3 - 0 (1 - 0)     | ADO Den Haag | Selectie ADO Den Haag: (T: Raymond Atteveld) | Selectie NAC Breda: (T: Robert Maaskant) |
| vr. 26 maart 2010 Aanvangstijd: 20:45 uur Plaats: Breda Rat Verlegh Stadion Toeschouwers: 17.750 Scheidsrechter: Björn Kuipers Wedstrijdverslagen: FCUpdate[dode link] ADOFans[dode link] | Lurling (Amoah) 34' Gilissen 44' Kwakman (Amoah) 80' Amoah 87' | 1 - 0 2 - 0 3 - 0 | 85' Ammi     | BASISOPSTELLING: Zwinkels - Ammi, Derijck, Luijckx, Van Hese - Buijs , Immers, Toornstra - Van den Bergh, Knopper, Verhoek RESERVEBANK: Ditewig, L. Piqué, Horváth, Resodihardjo, Soltani, Milić, Oper WISSELS: 64' Oper Van den Bergh 69' Soltani Verhoek 77' Milić Immers | BASISOPSTELLING: Ten Rouwelaar - Fehér, Penders, Zwaanswijk, Schilder - De Graaf, Gilissen, Kwakman - Kolkka, Amoah, Lurling RESERVEBANK: Van Fessem, Elshot, Hofstede, Vallès, Bayram, Pattinama, Reuser WISSELS: 73' Reuser Kolkka 89' Bayram Lurling |

Afwezig: Bosschaart, Kum (schorsing), M. Piqué, Ranković (blessure)

Opmerkelijk: In de week na deze wedstrijd werd hoofdtrainer Raymond Atteveld ontslagen vanwege de tegenvallende prestaties. Zijn assistent, Maurice Steijn, nam de rest van het seizoen zijn honneurs waar.

### April
| Eredivisie 30e speelronde | ADO Den Haag                                              | 0 - 1 (0 - 0) | AFC Ajax                                 | Selectie ADO Den Haag: (T: Maurice Steijn) | Selectie AFC Ajax: (T: Martin Jol) |
| zo. 4 april 2010 Aanvangstijd: 12:30 uur Plaats: Den Haag ADO Den Haag-stadion Toeschouwers: 13.921 Scheidsrechter: Jan Wegereef Wedstrijdverslagen: FCUpdate[dode link] ADOFans[dode link] | Kum 19' Bosschaart 20' Ammi 38' Toornstra 54' Ditewig 75' | 0 - 1         | 16' Pantelic 52' Enoh 90+4' Alderweireld | BASISOPSTELLING: Zwinkels - Ammi, Derijck, Bosschaart , Kum - Van den Bergh, Luijckx, Toornstra - Verhoek, Oper, Soltani RESERVEBANK: Ditewig, Horváth, Van Hese, Schwiebbe, Immers, Knopper, Milić WISSELS: 57' Immers Oper 64' Ditewig Zwinkels 82' Horváth Soltani | BASISOPSTELLING: Stekelenburg - Van der Wiel, Vertonghen, Alderweireld, Anita - De Zeeuw, De Jong, Enoh, Emanuelson - Suárez , Pantelic RESERVEBANK: Vermeer, Oleguer, Gabri, Eriksen, Lodeiro, Rommedahl, Sulejmani WISSELS: 55' Rommedahl Pantelic 56' Eriksen Anita 79' Sulejmani De Zeeuw |

Afwezig: Buijs, M. Piqué, Ranković (blessure)

Opmerkelijk: Het eerste duel onder interim-trainer Maurice Steijn. In deze wedstrijd viel doelman Robert Zwinkels uit met een elleboogblessure. Tweede keeper Barry Ditewig kreeg tien minuten na zijn invalbeurt een rode kaart na een charge op Ajacied Demy de Zeeuw. Hierdoor stond het laatste kwartier (de kleinste man aan de kant van ADO) middenvelder Ricky van den Bergh op doel. Hij hield zijn doel knap schoon, totdat de maar liefst zeven minuten duurde blessuretijd inging.
| Eredivisie 31e speelronde | FC Utrecht | 0 - 2 (0 - 2) | ADO Den Haag                                                    | Selectie ADO Den Haag: (T: Maurice Steijn) | Selectie FC Utrecht: (T: Ton du Chatinier) |
| zo. 11 april 2010 Aanvangstijd: 12:30 uur Plaats: Utrecht De Galgenwaard Toeschouwers: 21.300 Scheidsrechter: Ruud Bossen Wedstrijdverslagen: FCUpdate ADOFans[dode link] | Asare 70'  | 0 - 1 0 - 2   | 17' Buijs 26' Immers 36' Buijs 38' Soltani 43' Verhoek 50' Ammi | BASISOPSTELLING: Coutinho - Ammi, Derijck, Bosschaart, Kum - Buijs , Luijckx, Toornstra - Verhoek, Immers, Soltani RESERVEBANK: Boks, Horváth, Van Hese, Van den Bergh, Knopper, Milić, Oper WISSELS: 51' Knopper Soltani 66' Oper Verhoek 77' Horváth Immers | BASISOPSTELLING: Vorm - Van der Maarel, Schut, Wuytens, Neșu - Silberbauer, Nijholt - Mulenga, Asare, Mertens - Van Wolfswinkel RESERVEBANK: Sinouh, T. Cornelisse, Keller, Van Mierlo, Danso, Vandenbergh, Van der Zwan WISSELS: 31' T. Cornelisse Van der Maarel 57' Danso Nijholt 68' Van Mierlo Silberbauer |

Afwezig: Ditewig (schorsing), M. Piqué, Ranković, Zwinkels (blessure)

Opmerkelijk: Ahmed Ammi en Richard Knopper speelden beiden hun 250ste Eredivisie-wedstrijd. Tevens was dit de eerste zege onder interim-trainer Maurice Steijn.
| Eredivisie 32e speelronde | ADO Den Haag                                                                                 | 2 - 3 (1 - 0)                 | NEC Nijmegen | Selectie ADO Den Haag: (T: Maurice Steijn) | Selectie NEC Nijmegen: (T: Wiljan Vloet) |
| wo. 14 april 2010 Aanvangstijd: 21:00 uur Plaats: Den Haag ADO Den Haag-stadion Toeschouwers: 11.324 Scheidsrechter: Kevin Blom Wedstrijdverslagen: FCUpdate[dode link] ADOFans[dode link] | Nuytinck (eigen doelpunt) 17' Luijckx 42' Verhoek 53' Van den Bergh 82' Ammi 85' Soltani 90' | 1 - 0 2 - 0 2 - 1 2 - 2 2 - 3 | 17' Zomer 39' Radomski 78' Ten Voorde (Ntibazonkiza) 83' Kum (eigen doelpunt) 85' Pothuizen (Sarpong) 90' Sibum | BASISOPSTELLING: Coutinho - Ammi, Derijck, Bosschaart, Kum - Buijs , Luijckx, Toornstra - Verhoek, Immers, Soltani RESERVEBANK: Ditewig, Horváth, Van Hese, Van den Bergh, Knopper, Milić, Oper WISSELS: 53' Milić Luijckx 75' Van den Bergh Verhoek 86' Oper Bosschaart | BASISOPSTELLING: Babos - Burgzorg, Pothuizen, Zomer, Nuytinck - Sibum, Radomski, Davids - Sarpong, Ntibazonkiza, Goossens RESERVEBANK: Baart, Van Eijden, Heubach, Otten, Fejzullahu, Ten Voorde WISSELS: 46' Ten Voorde Burgzorg 87' Van Eijden Radomski 90' Fejzullahu Sarpong |

Afwezig: M. Piqué, Ranković, Zwinkels (blessure)
| Eredivisie 33e speelronde | ADO Den Haag                                                   | 4 - 0 (2 - 0)           | RKC Waalwijk                                                                   | Selectie ADO Den Haag: (T: Maurice Steijn) | Selectie RKC Waalwijk: (T: Ruud Brood) |
| zo. 18 april 2010 Aanvangstijd: 14:30 uur Plaats: Den Haag ADO Den Haag-stadion Toeschouwers: 13.248 Scheidsrechter: Roelof Luinge Wedstrijdverslagen: FCUpdate ADOFans[dode link] | Derijck (Verhoek) 15' Luijckx (penalty) 34' Oper 49' Buijs 87' | 1 - 0 2 - 0 3 - 0 4 - 0 | 3' Benschop 32' Mulder 50' De Ceulaer 51' Boerrigter 59' Berger 60' Idabdelhay | BASISOPSTELLING: Coutinho - Kum, Derijck, Bosschaart, Van Hese - Buijs , Luijckx, Toornstra - Verhoek, Immers, Oper RESERVEBANK: Ditewig, L. Piqué, Horváth, Van den Bergh, Cornelisse, Knopper, Vicento WISSELS: 78' Knopper Verhoek 82' Cornelisse Oper 89' Van den Bergh Buijs | BASISOPSTELLING: Levita - Colin, Gudde, D. Mulder, Varela - H. Mulder, Berger, Metaj - De Ceulaer, Benschop, Boerrigter RESERVEBANK: Wevers, Obodai, Luirink, Agustien, Stans, Van Hout, Idabdelhay WISSELS: 33' Idabdelhay Benschop 46' Obodai Varela 86' Van Hout Boerrigter |

Afwezig: Ammi, Soltani (schorsing), Milić, M. Piqué, Ranković, Zwinkels (blessure)

Opmerkelijk: ADO speelde zich door een overwinning tegen het al gedegradeerde RKC veilig. De Haagse ploeg sloeg een gat van vier punten tegen concurrent Sparta Rotterdam. Tevens was dit de grootste overwinning van het seizoen.

### Mei
| Eredivisie 34e speelronde | Heracles Almelo                                                        | 4 - 2 (2 - 0)                       | ADO Den Haag                                                          | Selectie ADO Den Haag: (T: Maurice Steijn) | Selectie Heracles Almelo: (T: Gertjan Verbeek) |
| zo. 2 mei 2010 Aanvangstijd: 14:30 uur Plaats: Almelo Polman Stadion Toeschouwers: 8.409 Scheidsrechter: Serdar Gözübüyük Wedstrijdverslagen: FCUpdate ADOFans[dode link] | Vejinović 5' Everton (Douglas) 8' Maertens 71' Douglas (Vejinović) 88' | 1 - 0 2 - 0 3 - 0 3 - 1 3 - 2 4 - 2 | 59' Soltani 78' Derijck (Verhoek) 80' Van der Linden (eigen doelpunt) | BASISOPSTELLING: Ditewig - Kum, Derijck, Bosschaart, Van Hese - Buijs , Luijckx, Toornstra - Verhoek, Immers, Soltani RESERVEBANK: Coutinho, Ammi, Horváth, Cornelisse, Hulst, Knopper, Oper WISSELS: 67' Oper Immers 68' Hulst Bosschaart | BASISOPSTELLING: Pieckenhagen - Breukers, Maertens, Van der Linden, Looms - Quansah, Vejinović, Fledderus - Douglas, Dost, Everton RESERVEBANK: Telgenkamp, Ter Horst, Reekers, Jallo, Rosink, Hakola, Armenteros WISSELS: 63' Jallo Looms 77' Armenteros Everton |

Afwezig: Van den Bergh, Milić, M. Piqué, Ranković, Zwinkels (blessure)
| Oefenwedstrijd | Alphense Boys | 1 - 3 (1 - 2)           | ADO Den Haag                              | Selectie ADO Den Haag: (T: Maurice Steijn) |
| za. 15 mei 2010 Aanvangstijd: 16:00 uur Plaats: Alphen aan den Rijn Sportpark De Bijlen Toeschouwers: ? Scheidsrechter: ? Wedstrijdverslag: ADOFans[dode link] | ? 2'          | 1 - 0 1 - 1 1 - 2 1 - 3 | 34' Immers 36' Resodihardjo ?' Cornelisse | BASISOPSTELLING: Coutinho - Kum, Derijck, Bosschaart, Gielisse - Buijs , Luijckx, Toornstra - Verhoek, Immers, Hulst WISSELS: 16' Resodihardjo Toornstra Cornelisse Buijs L. Piqué Beugelsdijk Visser Köksal |

## Voetnoten
ADO Den Haag ·
Ajax ·
AZ ·
Feyenoord ·
FC Groningen ·
sc Heerenveen ·
Heracles Almelo ·
NAC Breda ·
N.E.C. ·
PSV ·
Roda JC ·
RKC Waalwijk ·
Sparta Rotterdam ·
FC Twente ·
FC Utrecht ·
Vitesse ·
VVV-Venlo ·
Willem II